# Lucius Arnius Bassus
Lucius Arnius Bassus (vollständige Namensform Lucius Arnius Luci filius Pupinia Bassus) war ein im 1. Jahrhundert n. Chr. lebender Angehöriger der römischen Armee. Durch eine Inschrift, die in Tergeste gefunden wurde, ist seine militärische Laufbahn bekannt.
Bassus trat als einfacher Soldat in die Legio XV Apollinaris ein. Zu einem unbestimmten Zeitpunkt wurde er zur Prätorianergarde in Rom versetzt, wo er als Soldat in der Cohors I praetoria diente. Sein dortiger Rang wird in der Inschrift mit miles cohortis I praetoriae angegeben. Laut James Robert Summerly hatte Bassus wahrscheinlich schon einen höheren Rang als den eines einfachen Soldaten erreicht; die Angabe miles bedeutet ihm zufolge einfach, dass Bassus noch kein Centurio war. Danach wurde er zum Centurio in der Cohors II Civium Romanorum befördert, die in Germania inferior stationiert war. Im Anschluss diente er als Centurio in den folgenden drei Legionen (in dieser Reihenfolge): in der Legio XIIII Gemina, in der Legio II Augusta und zuletzt in der Legio VI Victrix.
Bassus war in der Tribus Pupinia eingeschrieben und stammte wahrscheinlich aus Tergeste.
Die Inschrift wird bei der Epigraphik-Datenbank Clauss-Slaby auf 51/75 datiert. James Robert Summerly datiert die Laufbahn von Bassus in einen Zeitraum zwischen 69 und 96.